# Sifaca de Van der Decken
El sifaca de Von de Decken (Propithecus deckenii) és un sifaca endèmic de Madagascar. Mesura 92-107 cm, dels quals 42-48 cm pertanyen a la cua. Viu en boscos caducifolis secs de l'oest de l'illa. Té un pelatge que habitualment és blanc cremós, amb tocs de groc daurat, gris argentat o marró pàl·lid al coll, les espatlles, l'esquena i els membres. Té la cara completament negra.